# ミサイル艇

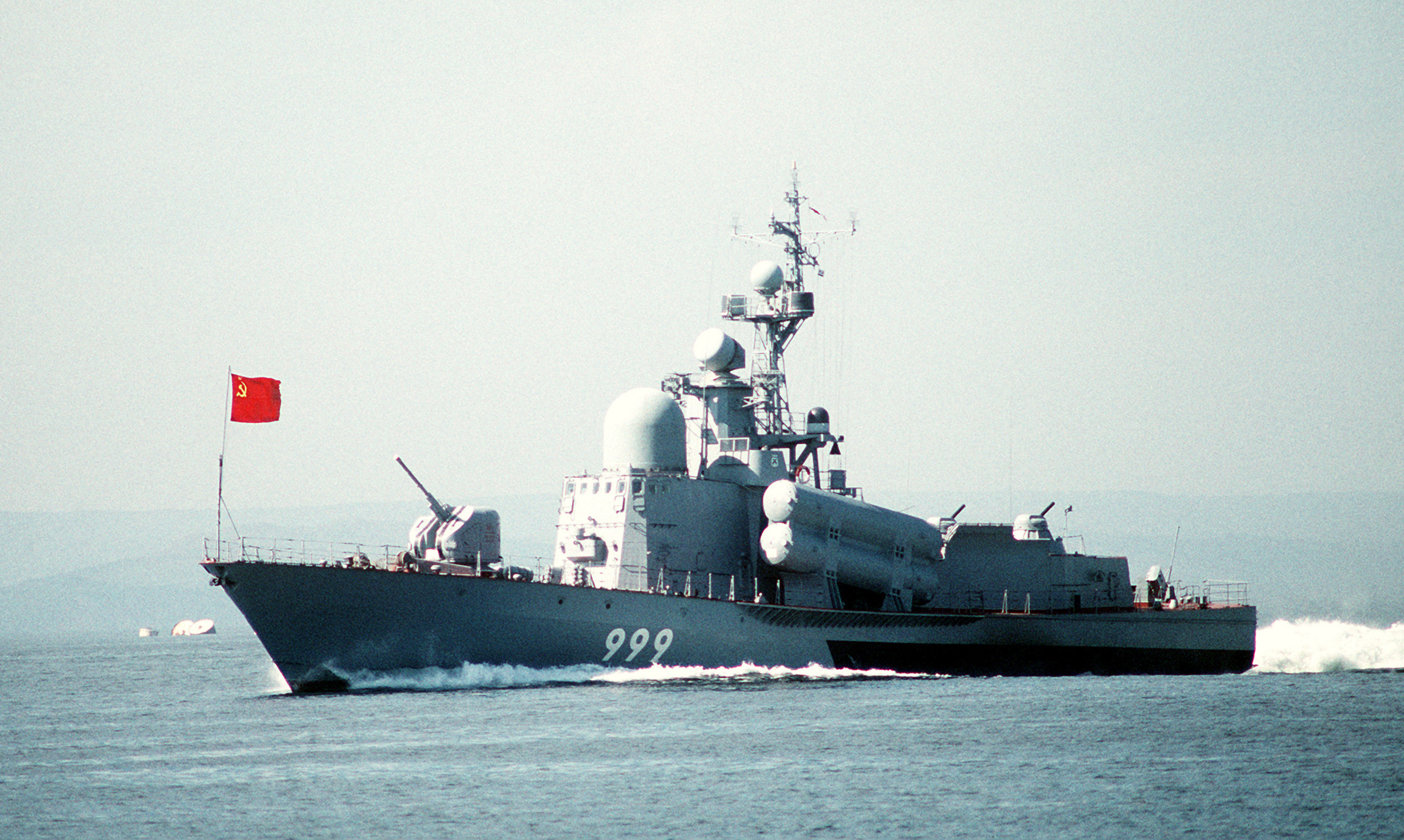
ソ連海軍の12411型大型ミサイル艇（タランタルIII型）

ミサイル艇（ミサイルてい）は、艦対艦ミサイル（SSM）を主兵装とする高速戦闘艇。当初は魚雷艇から発展させたものが多く、魚雷発射管を備えた艇もあった。また、後には耐航性の向上のために大型化が進められており、さらに大型で汎用性が高いコルベットに移行した国もある。

## 概要

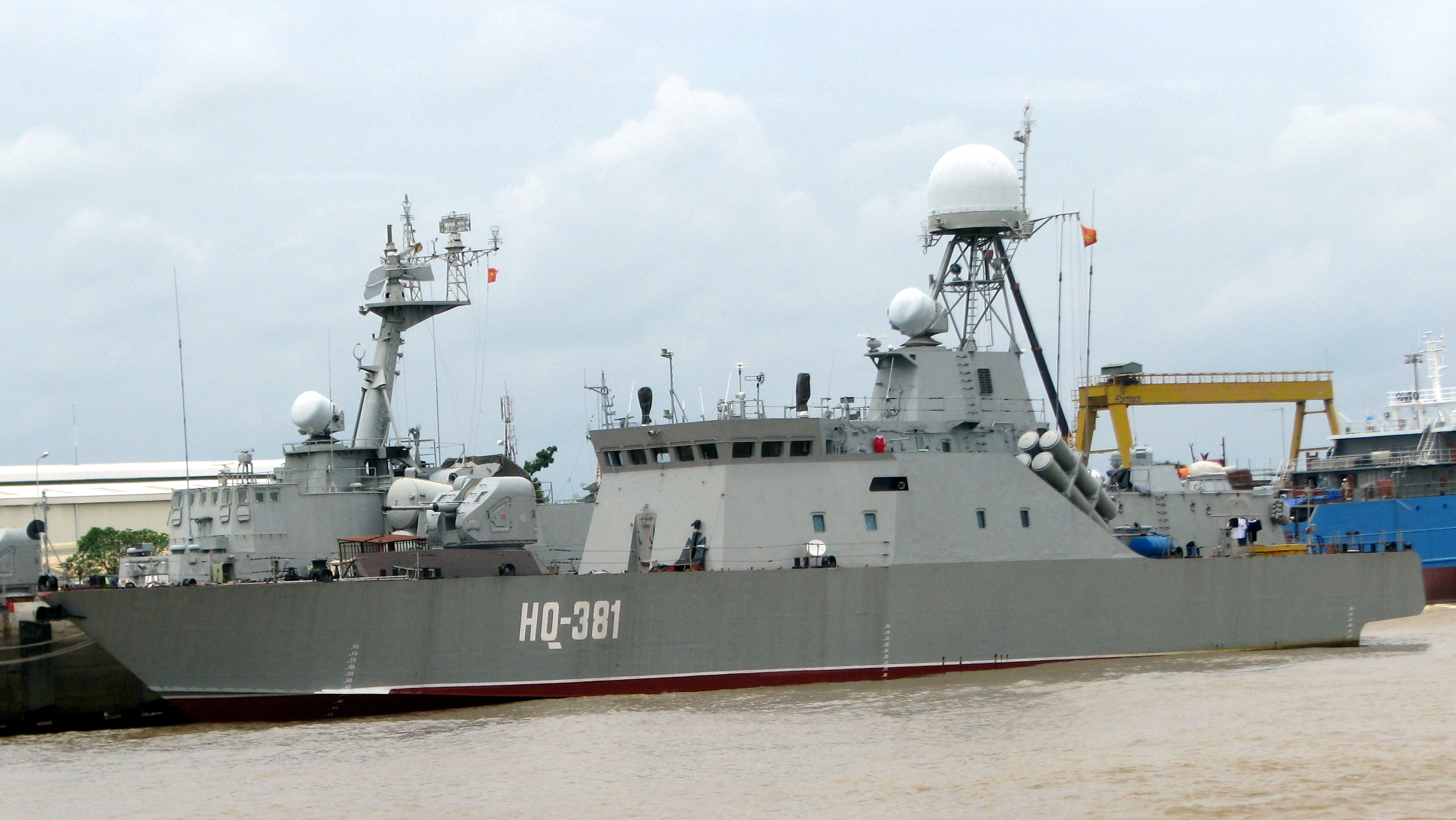
ベトナム人民海軍のBPS-500型ミサイル艇

水雷艇が駆逐艦として大型化していった後を補うように、第一次世界大戦中にはモーターボートが水雷襲撃を担うようになり、魚雷艇の端緒となった。その後の技術発展で攻撃力・機動力をさらに増大させて、第二次世界大戦では北海、地中海、南太平洋から西太平洋にわたって広く実戦投入されており、その実績を踏まえて大戦後もさらに技術開発が進められていった。ソビエト連邦も魚雷艇の開発・配備に積極的であったが、これと並行して艦対艦ミサイル（SSM）の導入を志向しており、1950年代末にP-15「テルミート」（SS-N-2「スティクス」）の開発に成功すると、ただちに183型（P-6級）魚雷艇の雷装をSSM装備に換装した183R型ミサイル艇（コマール型）の配備を開始、続いてより本格的なミサイル艇として205型大型ミサイル艇（オーサ型）も開発した。これらのミサイル艇は、東側諸国やその同盟国に広く供与・輸出された。
北欧諸国でも魚雷艇を元にSSMを搭載したミサイル艇が開発されており、ノルウェー海軍のスネッグ級やスウェーデン海軍のノーショーピング級などではSSMとともに魚雷発射管が併載された。一方、これらに先行してミサイル艇の開発・配備に着手していたのがイスラエル海軍で、1960年代初頭より、西ドイツ海軍のヤグアル級魚雷艇を元に、国産のガブリエルSSMを搭載したサール級ミサイル艇（サールI～III型）の開発・配備に着手した。この開発中の1967年には、虎の子の駆逐艦の1隻をエジプト海軍のコマール型ミサイル艇に撃沈されるというエイラート事件が発生し、西側諸国にSSMの脅威を強く印象づけたが、イスラエル海軍は自身のミサイル艇の開発・配備を推進し、1973年の第四次中東戦争におけるラタキア沖海戦では、国産ミサイル艇5隻によってミサイル艇3隻を含むシリア海軍艦艇5隻を一掃し、しかも人員・器材とも損害を受けないという完勝を収めた。このサール級の建造に協力したフランスのノルマンディー機械製造（CMN）社と西ドイツのリュールセン (Lürssen) 社も、それぞれラ・コンバタント型およびリュールセンTNC-45型として類似した設計の艇を輸出に供するようになり、上記のような中東地域でのミサイル艇の活躍とともに、西側諸国でもミサイル艇が広く配備されるようになっていった。
一方、オーサ型やサール級のような200トン級の艇では耐航性や基地依存性の面から活動海面が限られるという問題があり、ソ連・イスラエルともに、続いて建造した1241型大型ミサイル艇（タランタル型）やレシェフ級ミサイル艇（サールIV型）では400～500トン級と大型化していた。しかしこのような大型ミサイル艇であっても、搭載できる対空兵器には限度があることから航空優勢を喪失した状態での生存は望み難く、また測的能力の限界から単独ではSSMの射程を活用できず、他の艦艇や航空機との連携が必須であるという制約があった。このような制約が認識されたこともあって、高速戦闘艇の建造は1970年代から1980年代初めにかけてがピークとなり、80年代末以降の建造数は減少している。ソ連では大型ミサイル艇と並行して、さらに大型化して個艦防空ミサイルも備えた小型ミサイル艦（MRK）として1234型（ナヌチュカ型）も整備しており、こちらは西側ではコルベットと称される。またイスラエル海軍も、一度は駆逐艦・護衛駆逐艦を全廃して水上戦闘艦艇をミサイル艇に統一したものの、レシェフ級（サールIV型）をさらに大型化したサール4.5型で測的用の艦載ヘリコプターや自衛用の個艦防空ミサイルの搭載を試みたのち、艦型を大幅に拡大してこれらを兼備したサール5型コルベットへと移行している。

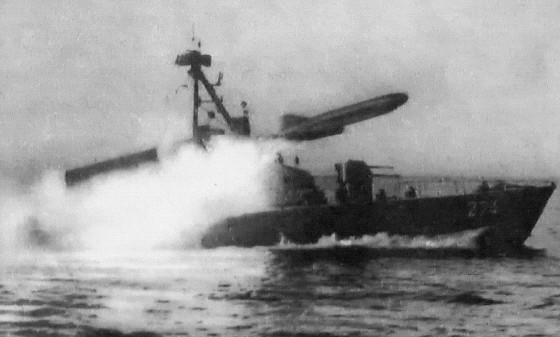
世界初のミサイル艇のコマール型（183R型）
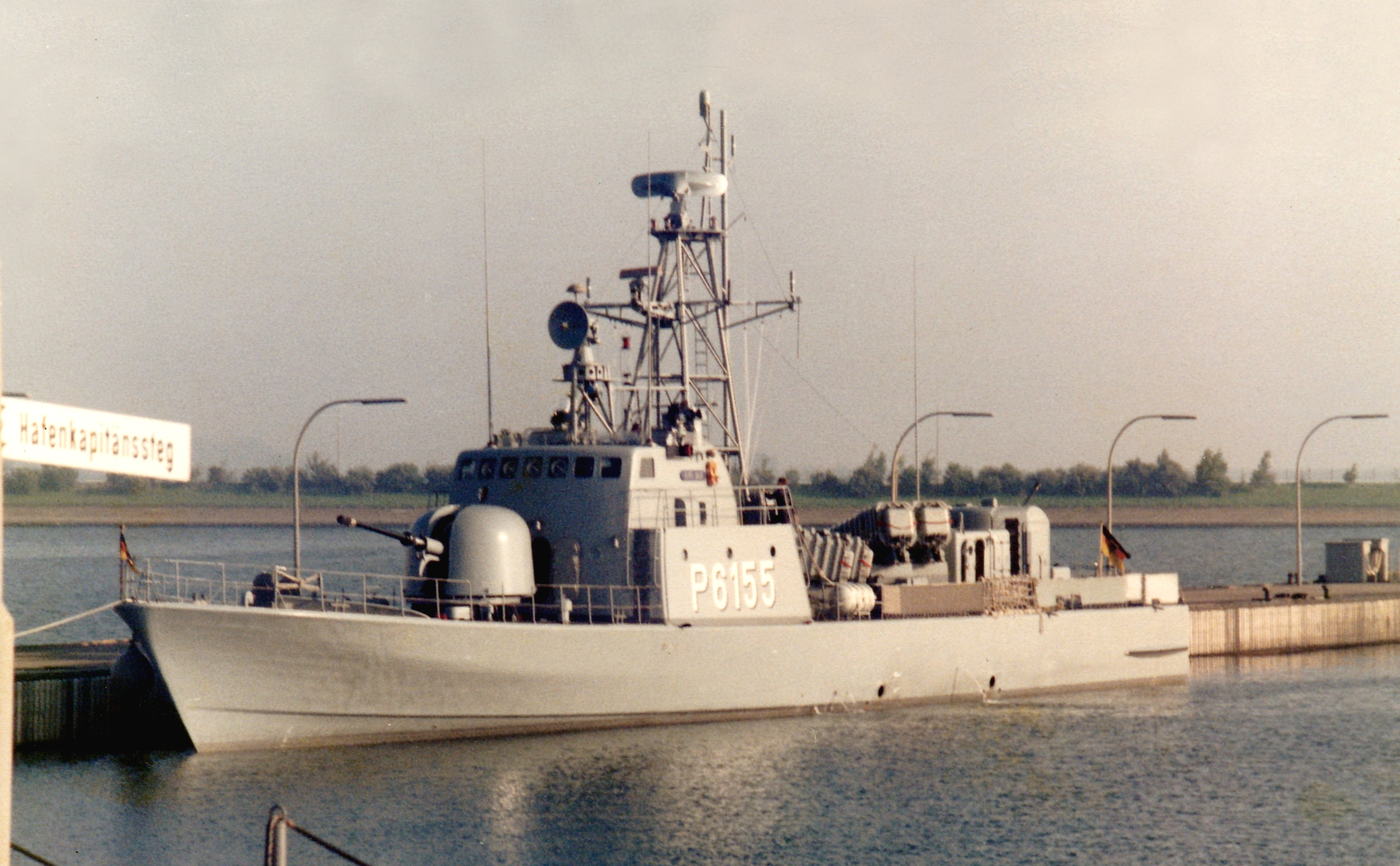
西ドイツ海軍最初のミサイル艇のティーガー級（ラ・コンバタント型の設計を流用）
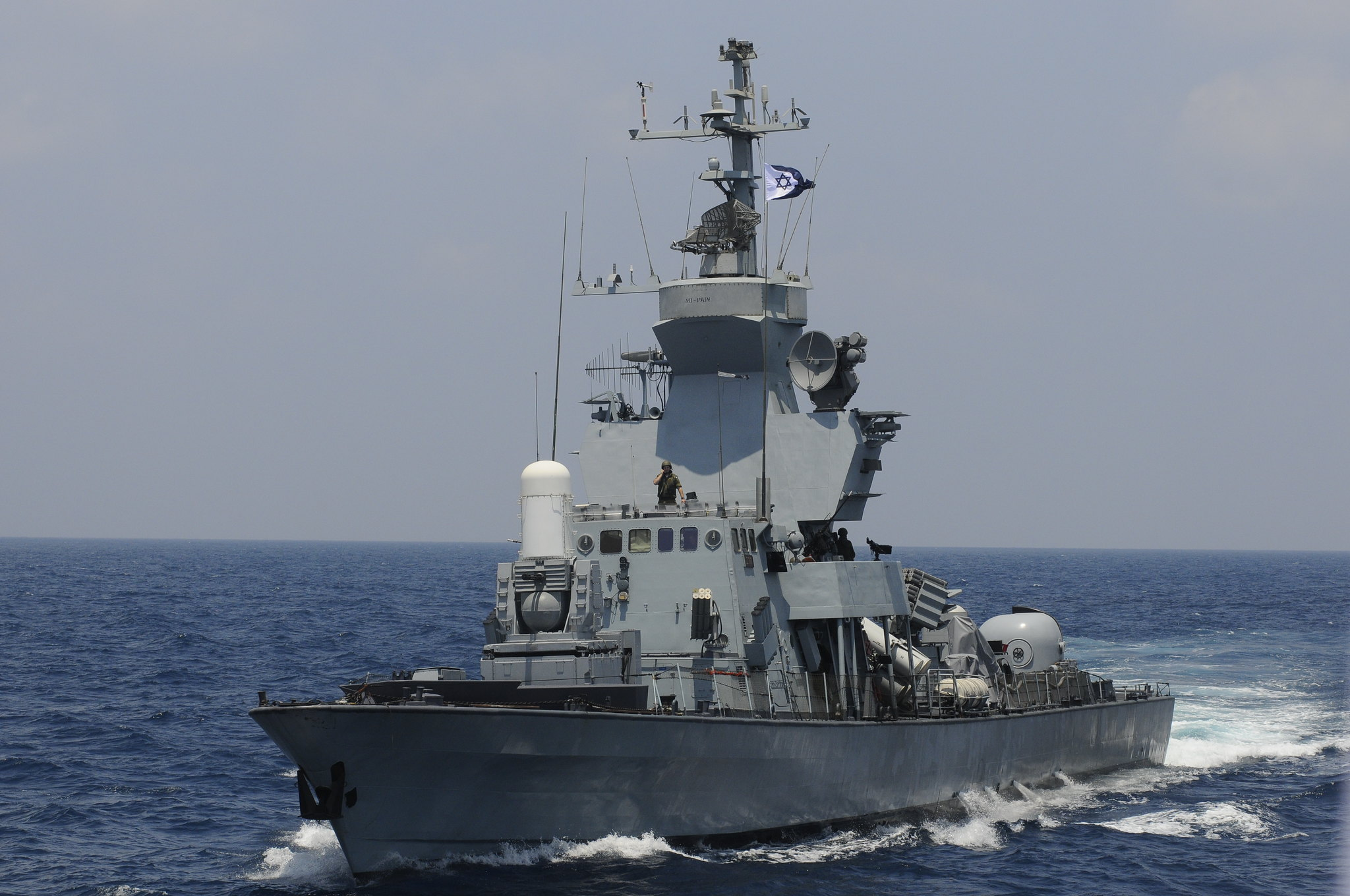
イスラエル海軍最後のミサイル艇のサール4.5型（ヘッツ級）
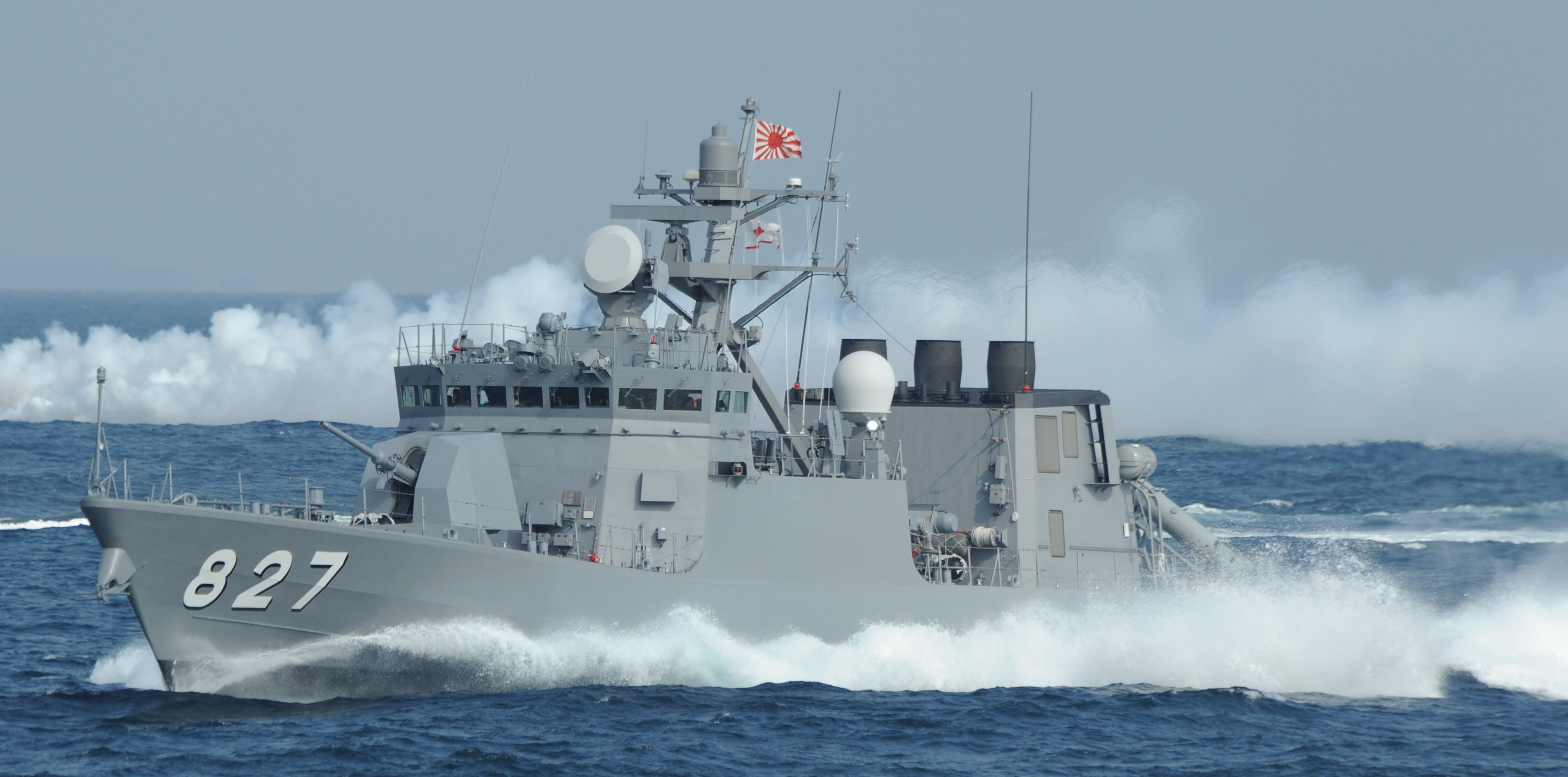
海上自衛隊最新のはやぶさ型「くまたか」